# Мурабба
Мурабба (от араб. مربى‎) относится к сладкому фруктовому варенью, популярному во многих регионах Южного Кавказа, Центральной Азии, Южной Азии и Ближнего Востока. Обычно его готовят с фруктами, сахаром и специями. Схожее с мураббой блюдо также популярно на Балканах.
Популярными засахаренными фруктами являются яблоко, абрикос, крыжовник (амла), манго, слива, айва и зимняя дыня.

## Галерея
- Зимняя дыня мураббы из Непала
- Тыквенное варенье или мурабба в Тебризе, Иранский Азербайджан
- Различные виды мураббы в Тебризе, Иранский Азербайджан